# Brevibora
Genre
Brevibora est un genre de poissons d'eau douce asiatiques téléostéens de la famille des Cyprinidae (ordre des Cypriniformes).

## Liste des espèces
Selon World Register of Marine Species (13 avril 2025) :
- Brevibora cheeya Liao & Tan, 2011
- Brevibora dorsiocellata (Duncker, 1904)
- Brevibora exilis Liao & Tan, 2014

## Systématique
Le nom valide complet (avec auteur) de ce taxon est Brevibora Liao (d), Kullander & Fang (d), 2010,.

### Étymologie
Le nom générique, Brevibora, est la combinaison du latin brevi, « court », et de bora en référence au genre Rasbora auquel étaient rattachées ces espèces précédemment, et fait allusion au nombre moins élevé de vertèbres prédorsales par rapport aux autres Rasbora. Ce genre est défini comme féminin.

### Publication originale
- (en) Te Yu Liao, Sven O. Kullander et Fang Fang, « Phylogenetic analysis of the genus Rasbora (Teleostei: Cyprinidae) », Zoologica Scripta, Wiley-Blackwell, vol. 39, no 2,‎ mars 2010, p. 155-176 (ISSN 0300-3256 et 1463-6409, DOI 10.1111/J.1463-6409.2009.00409.X).